# Cholerahaus
Das Cholerahaus in Flensburg-Südstadt ist der einzige bauliche Überrest der städtischen „Klinik Süd“. Es gehört zu den Kulturdenkmalen der Stadt.

## Hintergrund
1861 wurde auf dem Gelände der Backensmühle ein Pferdestall des städtischen Armen- und Arbeitshauses gebaut. Im Jahr 1904 wurde beim besagten Stallgebäude ein städtisches Krankenhaus eingerichtet. Der Pferdestall wurde 1907 durch den Architekten Otto Fielitz zum Cholerahaus umgebaut. Der eingeschossige, langgestreckte ehemalige Pferdestall diente seitdem als Isolierstation der Klinik. Das geschlämmte backsteinerne, eher schmucklose Gebäude, zeichnet sich durch ein Pfettendach, stichbogige Fenster und Türen aus.
Das neue Krankenhaus wurde in der Folgezeit zur Keimzelle der sogenannten Städtischen Krankenanstalten. Während der Luftangriffe auf Flensburg wurde am 1. Oktober 1942 die benachbarte Backensmühle durch einen abgestürzten Bomber der Royal Air Force zerstört. Das Cholerahaus wurde offenbar seit den 1960er Jahren als Wäscherei der „Klinik-Süd“ genutzt.
Im Jahr 1990, ein Jahr nach der Schließung der Klinik Ost im Stadtteil Mürwik, wurde auch die Klinik Süd, die offenbar zuletzt als Geriatrie diente, geschlossen. Die übrigen Krankenhausgebäude der Klinik Süd existieren heute nicht mehr. Heutzutage wird das Cholerahaus unter der Adresse Eckernförder Landstraße 7a von der „Freiwilligen Feuerwehr Innenstadt“ genutzt. Unter der Adresse Eckernförder Landstraße 7 wird es als Gemeinschaftshaus vom Deutschen Roten Kreuz genutzt. Dort finden beispielsweise Kurse der Erste-Hilfe-Ausbildung statt.